# Letholycus magellanicus
Letholycus magellanicus är en fiskart som beskrevs av Anderson, 1988. Letholycus magellanicus ingår i släktet Letholycus och familjen tånglakefiskar. Inga underarter finns listade i Catalogue of Life.